# Monsac
Monsac är en kommun i departementet Dordogne i regionen Nouvelle-Aquitaine i sydvästra Frankrike. Kommunen ligger i kantonen Beaumont-du-Périgord som tillhör arrondissementet Bergerac. År 2022 hade Monsac 178 invånare.

## Befolkningsutveckling
Antalet invånare i kommunen Monsac
Referens:INSEE